# ロベルト・クラフチク
ロベルト・クラフチク（Robert Krawczyk　1978年3月26日- ）はポーランドのタルノフスキェ・グルィ出身の柔道選手。階級は81kg級。身長181cm。

## 人物
1996年のヨーロッパジュニア78kg級で3位になった。2000年のヨーロッパ選手権81kg級では3位になるが、シドニーオリンピックでは初戦で敗れた。2002年のヨーロッパ選手権では3位だった。2003年の世界選手権では秋山成勲を破って銅メダルを獲得した。しかし、2004年のアテネオリンピックでは5位に終わりメダルを獲得できなかった。2005年のヨーロッパ選手権では3位だった。2007年のヨーロッパ選手権では優勝を飾るも、世界選手権では5位に終わった。2008年の北京オリンピックでは7位だった。

## 主な戦績
- 1995年 - ヨーロッパユースオリンピックフェスティバル　2位
- 1996年 - ヨーロッパジュニア　3位
- 1999年 - 嘉納杯　2位
- 1999年 - ドイツ国際　2位
- 2000年 - ブルガリア国際　優勝
- 2000年 - ドイツ国際　3位
- 2000年 - ヨーロッパ選手権　3位
- 2002年 - ヨーロッパ選手権　3位
- 2003年 - フランス国際　3位
- 2003年 - 世界選手権　3位
- 2004年 - アテネオリンピック　5位
- 2005年 - フランス国際　3位
- 2005年 - ヨーロッパ選手権　3位
- 2006年 - フランス国際　3位
- 2006年 - ドイツ国際　3位
- 2007年 - ヨーロッパ選手権　優勝
- 2007年 - 世界選手権　5位
- 2008年 - 北京オリンピック　7位
- 2009年 - グランプリ・アブダビ　優勝
- 2010年 - グランプリ・デュッセルドルフ　3位
- 2011年 - ミリタリーワールドゲームズ　2位